# Кристиан Август (князь Ангальт-Цербста)
Кристиан Август Ангальт-Цербстский (нем. Christian August von Anhalt-Zerbst; 29 ноября 1690, Дорнбург, Саксония-Анхальт — 16 марта 1747, Цербст, Саксония-Анхальт) — князь Ангальт-Дорнбургский в 1704—1742 (совместно с братьями), князь Ангальт-Цербста с 7 ноября 1742 года (совместно со старшим братом до 1746 года), прусский генерал-фельдмаршал (1742), отец российской императрицы Екатерины II.

## Биография
Кристиан Август начал службу капитаном прусского гвардейского полка в 1708 году, с 1709 года — капитан пехотного Ангальт-Цербстского полка, который был размещён в Штетине. В 1711 году получил орден Великодушия (Orden de la Generosite), позже названный орденом «За заслуги» («Pour le Mérite») и был произведён в подполковники.
Участвовал в войне за испанское наследство и в военной кампании в Нидерландах, в 1716 году был произведён в полковники, в 1721 году — в генерал-майоры.
В 1725 году получил орден Чёрного орла — высший прусский орден. С 1729 года — комендант Штеттинского замка, где в том же году в браке с Иоганной-Елизаветой Гольштейн-Готторпской у него родилась дочь, будущая российская императрица Екатерина II. Родословная матери восходила к датскому королю Кристиану I.
В 1732 году получил чин генерал-лейтенанта и в апреле 1741 года — генерала от инфантерии.
В мае 1742 года, когда пошли разговоры о браке его дочери с наследником российского престола, Фридрих II присвоил ему звание генерал-фельдмаршала.

Сам отец принцессы противился этому браку: с набожностью первых последователей Лютера он не хотел и слышать, чтобы дочь его сделалась еретичкою, пока один пастор, более веротерпимый, не растолковал ему, что греческая вера почти одинакова с лютеранскою.

Кристиан Август вступил во владение Ангальт-Цербстским княжеством совместно со своим бездетным старшим братом Иоганном Людвигом II после смерти их двоюродного брата Иоганна Августа, умершего в 1742 году бездетным. Владетельный князь Ангальт-Цербстский до своей смерти в 1747 году.

## Семья
Женат на Иоганне-Елизавете Гольштейн-Готторпской, дочери Кристиана Августа Гольштейн-Готторпского, сестре Карла Августа Гольштейн-Готторпского, помолвленного с Елизаветой Петровной, но умершего до свадьбы. Другой её брат, Адольф Фридрих, был избран королём Швеции.

### Дети
1. София Августа Фредерика (1729—1796) (Императрица Всероссийская Екатерина II, 1762—1796)
∞ Пётр III (1728—1762), император Всероссийский
2. Вильгельм Кристиан Фридрих (17 ноября 1730 — 27 августа 1742)
3. Фридрих Август Ангальт-Цербстский (8 августа 1734 — 3 марта 1793), владетельный князь Ангальт-Цербстский с 1747.
∞ Цербст (17 ноября 1753) принцесса Каролина Гессен-Кассельская (10 мая 1732 — 22 мая 1759)
∞ (27 мая 1764) принцесса Фредерика Ангальт-Бернбургская (28 августа 1744 — 12 апреля 1827)
4. Августа Кристина Шарлотта (10 ноября 1736 — 24 ноября 1736)
5. Елизавета Ульрика (17 декабря 1742 — 5 марта 1745)

## Образ в кино
- «Распутная императрица» (1934)
- «Виват, гардемарины!» (1991) — кинофильм СССР, реж. Светланы Дружининой, роль Кристиана Августа исполнил Владимир Сошальский.